# Richwood, Ohio
Richwood är en ort (village) i Union County i delstaten Ohio. Enligt 2010 års folkräkning hade Richwood 2 229 invånare.

## Kända personer från Richwood
- Martha Root, spridare av Bahá'í-tron